# Герила (река)
Вижте пояснителната страница за други значения на Герила.
Герила е река в Североизточна България, област Шумен – община Върбица, десен приток на река Голяма Камчия. Дължината ѝ е 21 km.
Река Герила води началото си под името Дигудере от източната част на Котленска планина, на 838 м н.в., на около 2 км южно от връх Инджебурун (1000 м). До град Върбица тече в североизточна посока в тясна и дълбока долина, обрасла с широколистни гори. След като напусне града продължава на север в широка алувийлна долина в историко-географската област Герлово и се влива отдясно в река Голяма Камчия на 186 м н.в., на 300 м югозападно от село Кьолмен. При високи води на язовир „Тича“ устието ѝ се залива и реката се влива в язовира.
Площта на водосборния басейн на реката е 95 км2, което представлява 1,8% от водосборния басейн на река Камчия.
Основни притоци: Петмездере (десен) и Калъкдере (ляв).
Единственото селище по течението на реката е град Върбица.
В долното течене, в Герлово, водите на реката се използват основно за напояване.
По долината на реката в райна на град Върбица, на протежение от 6,8 км преминава част от Републикански път I-7 от Държавната пътна мрежа Силистра – Шумен – Ямбол – ГКПП Лесово - Хамзабейли.
На 4,8 км южно от града сред чудесни широколистни гори, по двата бряга на реката е разположен курортният комплекс „Върбишки проход“.

## Топографска карта
- Лист от карта K-35-30. Мащаб: 1 : 100 000.
- Лист от карта K-35-42. Мащаб: 1 : 100 000.